# تربسن (مدينة)
تربسن (مولده) (بالألمانية: Trebsen) هي بلدة ألمانية تقع في ألمانيا في ساكسونيا. يقدر عدد سكانها بـ 4,243 نسمة .